# Howard Brennan

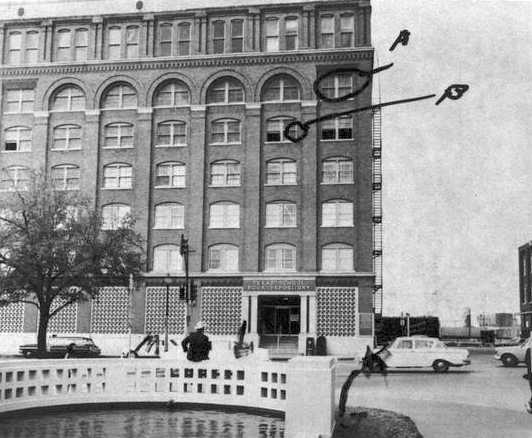
Howard Brennan przed budynkiem Texas School Book Depository w marcu 1964 roku. Literą „A” zaznaczył okno na szóstym piętrze w którym widział strzelca, literą „B” okno na piątym piętrze w którym widział ludzi obserwujących przejazd kawalkady

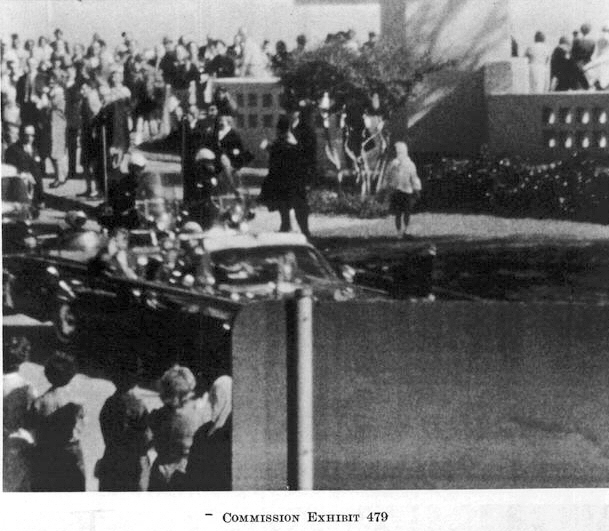
Klatka z filmu Zaprudera na której widać Howarda Brennana z kaskiem na głowie, siedzącego na murze

Howard Brennan (ur. 20 marca 1919 w Madill w stanie Oklahoma, zm. 22 grudnia 1983 w hrabstwie Kaufman w stanie Teksas) – świadek zamachu na prezydenta Stanów Zjednoczonych Johna F. Kennedy’ego 22 listopada 1963 roku, którego opis snajpera znajdującego się na szóstym piętrze budynku Texas School Book Depository na Dealey Plaza w Dallas posłużył komisji Warrena do stwierdzenia że tym snajperem był Lee Harvey Oswald.

## Historia
Howard Brennan, obserwował kawalkadę prezydencką z betonowego muru oporowego w południowo-wschodnim rogu skrzyżowania ulic Elm i Houston na Dealey Plaza, skąd miał bardzo dobry widok na Texas School Book Depository od którego był oddalony o około 37 metrów (120 stóp). Oczekując na przybycie prezydenta, obserwował, jak mężczyzna „biały, przed 30-stką, dobrze wyglądający, smukły, ważący między 75 a 79 kilogramów i w jasnym ubraniu” spogląda przez okno znajdujące się w południowo-wschodnim narożniku budynku, na szóstym piętrze. Ten człowiek zniknął i pojawił się ponownie w ciągu kilku minut. Brennan zobaczył, jak prezydencka limuzyna skręca w lewo z ulicy Houston do Elm około 12:30, powoli oddalając się od składnicy książek i kierując się w stronę wjazdu na autostradę. Tuż po tym usłyszał dźwięk przypominający samozapłon silnika motocyklowego: 

[...] A potem coś, zaraz po tej eksplozji, sprawiło, że pomyślałem, że strzelają petardy ze składnicy. Więc spojrzałem w górę. A ten człowiek, którego widziałem wcześniej, celował swój ostatni strzał. Cóż, wydawało mi się, że stał oparty o lewą ramę okna, z karabinem spoczywającym na prawym ramieniu, trzymając go w lewej ręce, nie spiesząc się z celowaniem i strzelaniem po raz ostatni. Pomyślałem, że to nastąpi za kilka sekund. Wyciągnął broń z okna, a gdy to zrobił, odsunął ją na bok, być może zatrzymując się na kolejną sekundę, aby upewnić się, że trafiła w cel, a potem zniknęła.

 Brennan dodał zeznając przed komisją Warrena że widział 70–85% karabinu, ale nie wiedział czy był na nim zamontowany celownik optyczny.
Howard Brennan natychmiast poinformował policję o swoich obserwacjach, a opisy podejrzanego zostały przekazane do wszystkich jednostek policji w Dallas o 12:45, 12:48 i 12:55. Kilka godzin później Brennan zobaczył Oswalda w telewizji, którego później zidentyfikował jako osobę, którą widział w oknie podczas policyjnego okazania, chociaż nie był tego całkowicie pewien. W grudniu 1963 roku powiedział FBI, że jest pewien, iż Oswald był tym samym, którego widział w oknie. Kilka miesięcy później zeznał przed komisją Warrena, że w czasie okazania podejrzewał, że morderstwo było częścią spisku i obawiał się o bezpieczeństwo swoje i swojej rodziny. Ponieważ Brennan oświadczył, że nie był w stanie dokonać pozytywnej identyfikacji podczas okazania, komisja uznała jego zeznania za dowodowo istotne, ale nie rozstrzygające, że Oswald był strzelcem w oknie na szóstym piętrze.